# Southwick (Massachusetts)
Southwick – miasto w Stanach Zjednoczonych, w stanie Massachusetts, w hrabstwie Hampden.